# 海潮音
海潮音（かいちょうおん、skt：jaladharagarjita）は仏教用語で、釈迦の説法の際の声の大きい事を波の音に喩えた言葉。
用例としては、『法華経』や『華厳経』に於いて使用されているため、大乗仏教以後に使用された言葉である。
また、近代中国の仏教運動家の太虚が1920年に上海で刊行した仏教雑誌には、この名が付けられている。